# Haris Ismailcebioglu
Haris Ismailcebioglu (* 19. September 2003) ist ein österreichischer Fußballspieler.

## Karriere
Ismailcebioglu begann seine Karriere beim SC Herzogenburg. Zur Saison 2016/17 wechselte er in die AKA St. Pölten, in der er fortan sämtliche Altersstufen durchlief. Zur Saison 2021/22 wechselte er zum viertklassigen ASV Spratzern. Für Spratzern kam er bis zur Winterpause zu 14 Einsätzen in der Landesliga. Im Jänner 2022 schloss er sich dem Ligakonkurrenten Kremser SC an. Für den KSC kam er zu 13 Einsätzen, in denen er sechsmal traf. Mit dem Klub stieg er zu Saisonende in die Regionalliga auf.
Zur Saison 2022/23 wechselte Ismailcebioglu daraufhin zum Zweitligisten SV Horn, blieb als Kooperationsspieler allerdings zusätzlich in Krems tätig. Im Mai 2023 gab er dann sein Debüt für Horn in der 2. Liga, als er am 28. Spieltag jener Saison gegen den FC Blau-Weiß Linz in der 59. Minute für Albin Gashi eingewechselt wurde. In jener Partie erzielte er mit dem Treffer zum 1:0-Endstand in Minute 87 auch sein erstes Profitor. Insgesamt kam er für Horn zu 60 Zweitligaeinsätzen, in denen er neunmal traf. Am Ende der Saison 2024/25 stieg er mit dem Team aber aus der 2. Liga ab.
Ismailcebioglu blieb der Liga aber erhalten und wechselte zur Saison 2025/26 zum SC Austria Lustenau, bei dem er einen bis 2027 laufenden Vertrag erhielt.